# Renaissance italienne - Liste du mérite
Renaissance italienne - Liste du mérite (en italien, Rinascimento italiano) est un mouvement politique italien dirigé par Arturo Artom, allié au Le Peuple de la liberté pour les élections générales italiennes de 2013.